# کلود لو پتی
کلود لو پتی (به فرانسوی: Claude Le Petit) نویسنده قرن هفدهم میلادی اهل فرانسه است.